# Diario Málaga-Costa del Sol
El Diario Málaga-Costa del Sol fue un periódico español editado en Málaga entre 1983 y 2006.

## Historia
Nacido en la década de 1980, en el contexto de la aparición de nuevos periódicos, pronto se posicionó como un competidor del hegemónico diario Sur. En la dirección del diario se encontraba Manuel Jiménez, contando con redactores como Manuel Mechant, Federico Cuberta o Álvaro Rodríguez. Llegaría a contar con una edición digital —diariomalaga.com—.
En 2003 el diario fue adquirido por el grupo empresarial «Construcciones Salamanca». Dejó de editarse en octubre de 2006, tras la detención de su dueño —el empresario Emilio Rodríguez Bugallo— durante la llamada Operación Malaya.